# Schutzpolizei

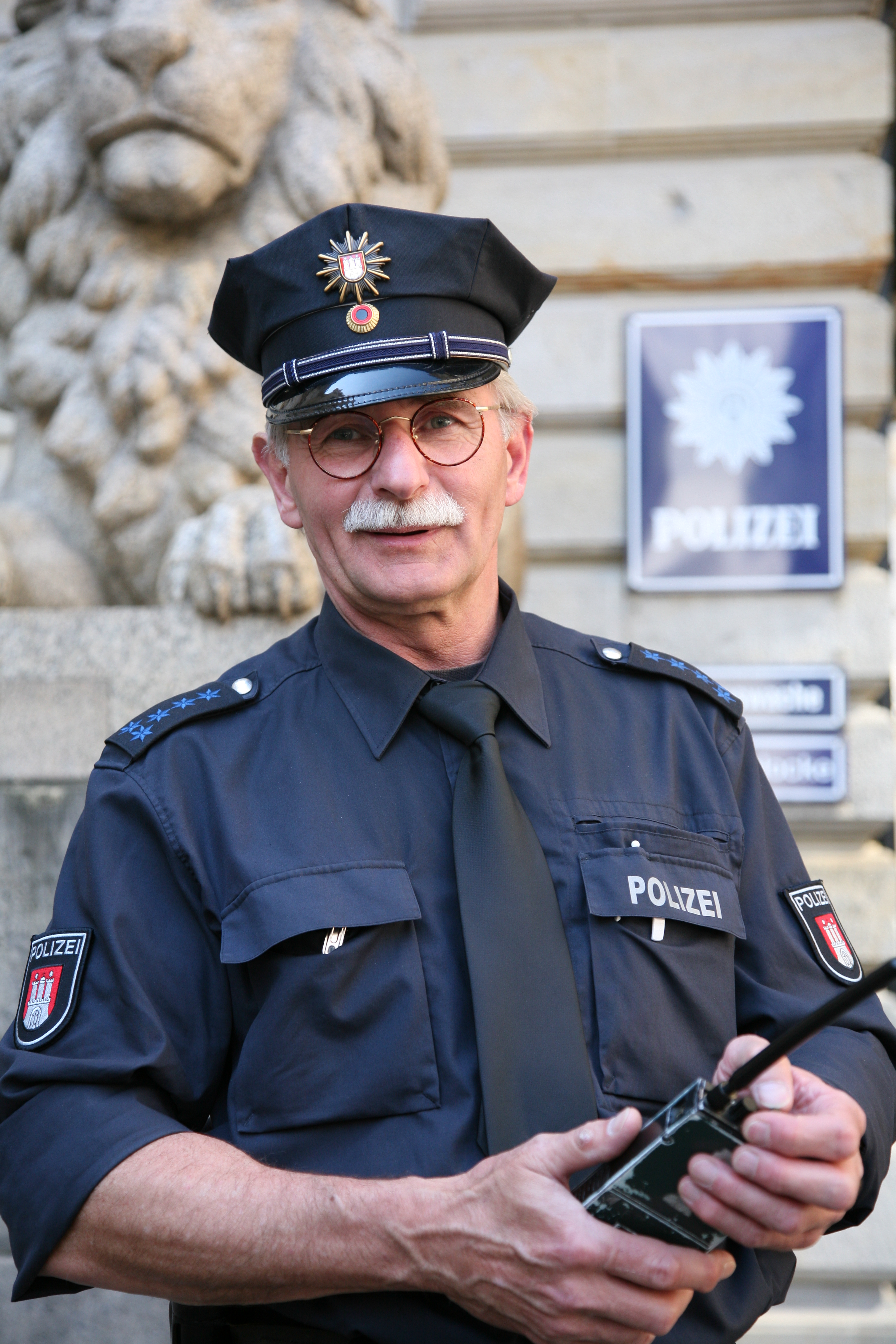
Schutzpolizist vor dem Hamburger Rathaus

Die Schutzpolizei (kurz: Schupo oder SchuPo) ist die uniformierte Organisationseinheit einer Landespolizei, die rund um die Uhr mit der Aufrechterhaltung der öffentlichen Sicherheit und Ordnung sowie der Strafverfolgung beauftragt ist. Das Gegenstück zur Schutzpolizei ist die zivile Kriminalpolizei. Während auch andere Organisationseinheiten der Polizei vereinzelt Uniform tragen (bspw. die Bereitschaftspolizei), wird der Begriff vornehmlich für die in der Öffentlichkeit tätigen und durch die Bevölkerung im Alltag wahrgenommenen Polizeivollzugsbeamten verwendet. Je nach Bundesland bzw. Region wird die Schutzpolizei auch als Einsatzdienst, Streifendienst, Einsatz- und Streifendienst, Wachdienst und Wach- und Wechseldienst bezeichnet.

## Aufgaben
Der gesetzliche Auftrag von Polizeivollzugsbeamten der Schutzpolizei ist – genau wie bei allen Einheiten der deutschen Polizei – das Erforschen und Verfolgen von Straftaten sowie die Aufrechterhaltung der öffentlichen Sicherheit und Ordnung (Gefahrenabwehr) innerhalb eines zugewiesenen Zuständigkeits- und Aufgabenbereiches. Während die Kriminalpolizei bei Straftaten oder bestimmten Ereignissen (bspw. Brand) vornehmlich mit den anschließenden und häufig intensiveren Ermittlungen sowie der Kriminalprävention beauftragt ist, liegt die Kernkompetenz der Schutzpolizei im sofortigen Ausrücken (erster Angriff).
Als Strafverfolgungsbehörde unterliegen Beamte der Schutzpolizei in der Regel dem Strafverfolgungszwang (Ermittlungsperson der Staatsanwaltschaft) und sind mit der Verhinderung von abstrakten sowie konkreten Gefahren jeglicher Art beauftragt, sofern die Gefahrenabwehr nicht einer anderen Verwaltungsbehörde (bspw. Ordnungsamt, Jugendamt, Ausländerbehörde) obliegt. Häufig wird die Schutzpolizei im Rahmen der Amtshilfe oder in Fällen, wo die zuständige Verwaltungsbehörde die Gefahr nicht oder nicht rechtzeitig abwehren kann, auch in diesen Bereichen tätig.

## Tätigkeitsfelder

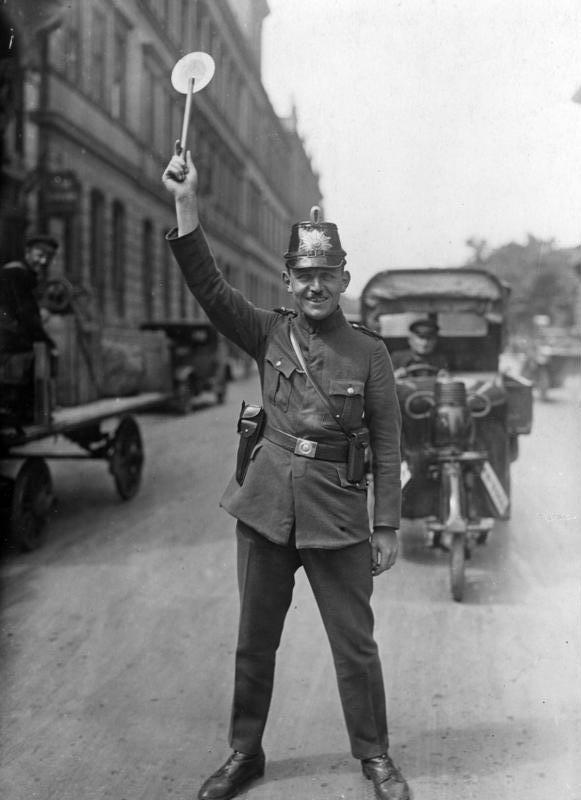
Verkehrsposten der Berliner Schutzpolizei 1924

Damit die Schutzpolizei bei einer polizeilichen Lage sofort einsetzbar ist, verrichten die Beamten der Schutzpolizei häufig Schichtdienst. Die Polizeidienststellen der Schutzpolizeien sind für die Bürger folglich 24/7 geöffnet und durch die Beamten des Einsatzdienstes besetzt. In einigen Regionen, insbesondere in ländlichen Bereichen, gibt es jedoch Polizeidienststellen der Schutzpolizei, die nur zur Tageszeit besetzt sind. In diesen Fällen werden polizeiliche Sofortlagen in der Regel durch die übergeordnete Dienststelle bewältigt.
Typische Tätigkeitsfelder der Schutzpolizei sind:
- Streifendienst
- Aufnahme und Bearbeitung von Strafanzeigen
- Verkehrskontrollen und Verkehrsüberwachung, auch als Zivilstreife
- Aufnahme von Verkehrsunfällen
- Betreuung und Überwachung von Veranstaltungen
- Fahndungen
- Bewältigung polizeilicher Lagen durch Einsätze im Rahmen des Erstzugriffs

Der Schutzpolizei gehören – je nach Organisationsstruktur der Länder – unter anderem folgende Teile der Polizei an:
- Verkehrspolizei bzw. Verkehrsunfalldienst
- Kontaktbereichsbeamte
- Autobahnpolizei
- Fahrradpolizei
- sowie Tatortgruppe, Verfügungseinheit, Tatortdienst[2] (insbesondere in Niedersachsen)

## Geschichte
In den deutschen Ländern gab es im 19. Jahrhundert in der Regel die kommunalen Polizeien in großen Städten, die in Städte, Gemeinden und Landkreise abgeordneten Gendarmen, die bis 1919 als Militärangehörige galten, und die staatliche Polizei. Im Jahr 1820 wurde in Berlin die Berufsbezeichnung Kriminalkommissar eingeführt; die organisatorische Trennung zwischen der Schutz- und Kriminalpolizei erfolgte 1872 zuerst in Preußen und wurde später von anderen Teilen Deutschlands übernommen. So wurde z. B. in München die dortige Gendarmeriekompanie 1898 zur Schutzmannschaft umgewandelt und als „Zivilinstitut“ der staatlichen Polizeidirektion unterstellt. Die Bezeichnung Schutzmannschaft wurde für die unteren Ränge der für die öffentliche Sicherheit zuständigen uniformierten Polizei in den Städten üblich.
In Preußen wurde die Polizei nach dem Ersten Weltkrieg von dem Verwaltungsjuristen und späteren Staatssekretär Wilhelm Abegg neu organisiert. Die Beamten der preußischen Schutzpolizei unter der Führung des langjährigen preußischen Innenministers Carl Severing galten als „republikanische Schutztruppe“. Nach der Machtübernahme der Nationalsozialisten wurde die Polizei in die Sicherheitspolizei (SiPo) unter Reinhard Heydrich und die Ordnungspolizei (OrPo) unter Polizeigeneral Kurt Daluege überführt, welche für die Wahrung der öffentlichen Sicherheit und Ordnung zuständig war. Die OrPo gliederte sich ihrerseits in die Schutzpolizei (SchuPo), die Gemeindepolizeien und die Gendarmerie, später auch die Feuerwehr als Feuerlöschpolizei.
Nach dem Zweiten Weltkrieg wurde die Polizei in Deutschland wieder Sache der Länder. Die Schutzpolizeien der Länder übernahmen vor allem allgemeine Aufgaben der Aufrechterhaltung der öffentlichen Sicherheit und Ordnung, allgemeine Strafverfolgung und Straßenverkehrsüberwachung. In der DDR hatte von 1948 bis 1990 die Deutsche Volkspolizei u. a. schutzpolizeiliche Aufgaben.
Beamte der Schutzmannschaft bzw. Schutzpolizei wurden bis in das 20. Jahrhundert als „Schutzmann“, von den 1920er bis in die 1950er Jahre auch häufig als „Schupo“ bezeichnet. In der Schweiz und Österreich war und ist der Begriff Schutzpolizei nicht gebräuchlich, der Schutzpolizei ähnlich ist dort der Begriff der Sicherheitspolizei (in der Schweiz bei den Kantonspolizeien und den Stadtpolizeien, in Österreich bei der Sicherheitsverwaltung angesiedelt).